# Fritz Baltzer
Fritz Richard Baltzer (* 12. März 1884 in Hottingen; † 18. März 1974 in Bern) war ein Schweizer Zoologe, Genetiker und Entwicklungsbiologe.

## Laufbahn
Der Sohn des Alpengeologen Armin Baltzer legte seine Reifeprüfungen in Bern (1902) und in Dresden (1903) ab. Von 1903 bis 1905 studierte er an der Universität Bern Zoologie bei Theophil Studer und wechselte 1905 an die Universität Würzburg. 1908 wurde er dort bei Theodor Boveri mit einer Arbeit über das Thema Uber mehrpolige Mitosen bei Seeigeleiern promoviert. Zu seinen Forschungsgebieten gehörte auch die phänotypische Geschlechtsbestimmung und der extreme Sexualdimorphismus beim Grünen Igelwurm Bonellia viridis. In Würzburg wohnte er am Röntgenring (damals Pleicher Ring 10).
1910 wurde er Privatdozent, 1915 ausserordentlicher Professor. Ab 1919 arbeitete er als Assistenzprofessor an der Universität Freiburg bei Hans Spemann. 1921 erhielt er einen Ruf als Ordinarius für Zoologie, vergleichende Anatomie und allgemeine Biologie an der Universität Bern.
Baltzer war zugleich Direktor des Zoologischen Instituts an der Universität Bern und Gründungsmitglied sowie Präsident der Schweizerischen Gesellschaft für Vererbungsforschung. 1933 war Baltzer Präsident der Deutschen Zoologischen Gesellschaft. Als Nichtdeutscher legte er nach der Machtübernahme von Hitler sein Amt nieder.
Von 1948 bis 1949 hatte Baltzer eine Gastprofessur für Embryologie an der Iowa State University inne. Seit 1952 war er korrespondierendes Mitglied der Bayerischen Akademie der Wissenschaften. Baltzer wurde 1954 emeritiert, sein Nachfolger am Zoologischen Institut wurde Fritz Erich Lehmann.

## Forschung
Baltzer forschte unter anderem auf dem Gebiet der experimentellen Entwicklungsphysiologie, wobei er wichtige Erkenntnisse zur Lokalisierung der Erbfaktoren gewann. Dabei untersuchte er die genetische Rolle von Zellkern und Zellplasma an Molch- und Salamanderarten. Bei seinen Experimenten pflanzte er einer entkernten Eizelle einen artfremden Spermienkern ein, der die Funktion des Zygotenkerns übernehmen sollte.
So konnte Baltzer beobachten, dass die Haut eines auf diese Weise gezeugten Bastards die typischen Merkmale derjenigen Art aufwies, die das entkernte Plasma zum neuen Organismus beigetragen hatte, und damit die Bedeutung des Plasmas für die Übertragung von artspezifischen Entwicklungsfaktoren nachweisen.
Aufgrund seiner Erkenntnisse konnten zahlreiche menschliche Missbildungen wie Anencephalie und Acranie beim Menschen geklärt werden.
Baltzer veröffentlichte auch Biographien seiner Lehrer Theophil Studer und Theodor Boveri.

## Ehrungen
- Mitglied der Leopoldina seit 1939
- Mitglied der National Academy of Sciences in Washington DC seit 1967[4]
- Dr. h. c. an den Universitäten Strassburg und Freiburg im Breisgau
- 1939: Marcel-Benoist-Preis

## Schriften
- Uber mehrpolige Mitosen bei Seeigeleiern. Verh. phys.-med. Ges. Würzburg. Vol. 39. 1908
- Dr. Theophil Studer. Mitteilungen der Naturforschenden Gesellschaft in Bern, Jg. 1922
- Monographie der Echiuriden des Golfes von Neapel und der angrenzenden Meeres-Abschnitte. Berlin, Friedländer. 1917
- Theodor Boveri. Leben und Werk eines großen Biologen, 1862–1915. Stuttgart, Wissenschaftl. Verl. 1962